# Canton d'Agen-2
Pour les articles homonymes, voir Canton d'Agen (homonymie).
Le canton d'Agen-2 est une circonscription électorale française du département de Lot-et-Garonne.

## Histoire
Le canton d'Agen-2 est créé en 1801 en même temps que le canton d'Agen-1, en remplacement du canton d'Agen.
En 1973, il est supprimé ; un nouveau canton dénommé canton d'Agen-Est reprend son périmètre.
Un nouveau découpage territorial du département de Lot-et-Garonne entre en vigueur à l'occasion des élections départementales de 2015. Il est défini par le décret du 26 février 2014, en application des lois du 17 mai 2013 (loi organique 2013-402 et loi 2013-403). Les conseillers départementaux sont, à compter de ces élections, élus au scrutin majoritaire binominal mixte. Les électeurs de chaque canton élisent au Conseil départemental, nouvelle appellation du Conseil général, deux membres de sexe différent, qui se présentent en binôme de candidats. Les conseillers départementaux sont élus pour 6 ans au scrutin binominal majoritaire à deux tours, l'accès au second tour nécessitant 12,5 % des inscrits au 1er tour. En outre la totalité des conseillers départementaux est renouvelée. Ce nouveau mode de scrutin nécessite un redécoupage des cantons dont le nombre est divisé par deux avec arrondi à l'unité impaire supérieure si ce nombre n'est pas entier impair, assorti de conditions de seuils minimaux. En Lot-et-Garonne, le nombre de cantons passe ainsi de 40 à 21. le canton d'Agen-2 est recréé à cette occasion.
Le nouveau canton d'Agen-2 est entièrement inclus dans l'arrondissement d'Agen. Le bureau centralisateur est situé à Agen.

### Résultats électoraux

#### Elections départementales 2015
| Candidats            | Candidats          | Partis      | Partis               | Premier tour | Premier tour | Second tour | Second tour |
| Candidats            | Candidats          | Partis      | Partis               | Voix         | %            | Voix        | %           |
| -------------------- | ------------------ | ----------- | -------------------- | ------------ | ------------ | ----------- | ----------- |
| 1                    | Bertrand Girardi   |             | UMP                  | 1 088        | 20,57        |             |             |
| 1                    | Carole Simoniti    |             | UDI                  | 1 088        | 20,57        |             |             |
| 2                    | Annie Labadie      |             | PCF[réf. nécessaire] | 366          | 6,92         |             |             |
| 2                    | Marcel Vindis      |             | PCF[réf. nécessaire] | 366          | 6,92         |             |             |
| 3                    | Christophe Belin   |             | FN[réf. nécessaire]  | 1 530        | 28,93        | 1 855       | 35,98       |
| 3                    | Agnès Delmon       |             | FN[réf. nécessaire]  | 1 530        | 28,93        | 1 855       | 35,98       |
| 4                    | Christian Dézalos* |             | PS                   | 2 304        | 43,57        | 3 301       | 64,02       |
| 4                    | Laurence Lamy      |             | DVG                  | 2 304        | 43,57        | 3 301       | 64,02       |
|                      |                    |             |                      |              |              |             |             |
| Inscrits             | Inscrits           | Inscrits    | Inscrits             | 10 035       | 100,00       | 10 032      | 100,00      |
| Abstentions          | Abstentions        | Abstentions | Abstentions          | 4 466        | 44,50        | 4 343       | 4357        |
| Votants              | Votants            | Votants     | Votants              | 5 569        | 55,50        | 5 675       | 56,57       |
| Blancs               | Blancs             | Blancs      | Blancs               | 160          | 2,87         | 342         | 6,03        |
| Nuls                 | Nuls               | Nuls        | Nuls                 | 121          | 2,17         | 177         | 3,12        |
| Exprimés             | Exprimés           | Exprimés    | Exprimés             | 5 288        | 94,95        | 5 156       | 5140        |
| * conseiller sortant |                    |             |                      |              |              |             |             |

## Représentation

### Conseillers d'arrondissement (de 1833 à 1940)
| Période | Période      | Identité                                    | Étiquette   | Qualité |
| ------- | ------------ | ------------------------------------------- | ----------- | --- |
| 1833    | 1845         | Martin René Alexandre Bergognié (1784-1860) |             | Président de la Cour royale d'Agen                                                                          |
|         |              |                                             |             | |
| 1880    |              | M. Basset                                   | Républicain | |
|         |              |                                             |             | |
| 1919    | 1925 (décès) | Clovis Dubos                                | Soc.ind.    | Président du Conseil d'arrondissement                                                                       |
| 1925    | 1940         | Pierre Clément                              | SFIO        | Conseiller municipal d'Agen                                                                                 |
| 1940    |              |                                             |             | Les conseils d'arrondissement ont été suspendus par la loi du 12 octobre 1940 et n'ont jamais été réactivés |

### Conseillers généraux de 1833 à 1973
| Période | Période      | Identité                       | Étiquette               | Qualité |
| ------- | ------------ | ------------------------------ | ----------------------- | --- |
| 1833    | 1836         | Antoine Barsalou aîné          |                         | Négociant à Agen Ancien Président du Tribunal de commerce                                                                              |
| 1836    | 1848         | Comte Adolphe de Raymond       |                         | Président du Conseil du Directoire de la Caisse d'Epargne, administrateur de l'hospice Maire d'Agen (1830-1840)                        |
| 1848    | 1852         | Henri Fournel                  | Républicain             | Avocat à Agen, ancien Procureur de la République                                                                                       |
| 1852    | 1855         | Charles de Bony                |                         | Maire d'Agen (1854-1857) |
| 1855    | 1864         | Raymond Henry Noubel           | Majorité dynastique     | Imprimeur, directeur du Journal du Lot-et-Garonne Maire d'Agen (1857-1870) Député (1852-1870) Sénateur (1876-1879)                     |
| 1864    | 1871         | Jean Didier Baze               | Droite                  | Avocat, député (1848-1851, 1871-1876) Sénateur (1876-1881) Adjoint au maire d'Agen                                                     |
| 1871    | 1882 (décès) | Edmond Lanes                   | Républicain             | Négociant |
| 1882    | 1886         | Jean-Baptiste Durand           | Républicain             | Maire d'Agen (1880-1889), Sénateur (1888-1897)                                                                                         |
| 1886    | 1889         | Jean Lanes (fils d'E. Lanes)   | Républicain             | Secrétaire particulier d'Armand Fallières                                                                                              |
| 1889    | 1913         | Nelson Lanes (fils d'E. Lanes) | Républicain             | Manufacturier Maire d'Agen (1889-1890)                                                                                                 |
| 1913    | 1931         | Yvan d'Harcourt                | Républicain Indépendant | Avocat à la Cour d'appel d'Agen |
| 1931    | 1940         | Léon Saint-Marc                | Rad. (Bloc rural)       | Horticulteur et pépiniériste à Agen |
|         |              |                                |                         | |
| 1945    | 1949         | Jean Raffy                     | PCF                     | Charron-carrossier à Agen |
| 1949    | 1961         | Émile Bigot                    | Rad.                    | |
| 1961    | 1973         | Gérard Duprat                  | PCF                     | Ouvrier du bâtiment Adjoint au maire d'Agen Ancien député (1945-1951 et 1956-1958) Ancien conseiller général du canton de Casteljaloux |

### Conseillers départementaux depuis 2015
| Période élective | Période élective | Mandat | Mandat   | Identité          | Nuance | Nuance | Qualité |
| ---------------- | ---------------- | ------ | -------- | ----------------- | ------ | ------ | --- |
| 2015             | 2021             | 2015   | 2021     | Christian Dézalos |        | PS     | Retraité (cadre de la fonction publique) Maire de Boé (2001-2020) Ancien conseiller général du canton d'Agen-Sud-Est (2011-2015) 4e vice-président du Conseil départemental |
| 2015             | 2021             | 2015   | 2021     | Laurence Lamy     |        | PS     | Responsable juridique, conseillère municipale de Bon-Encontre, puis maire depuis 2020 10e vice-présidente du Conseil départemental                                          |
| 2021             | 2028             | 2021   | en cours | Christian Dézalos |        | PS     | Conseiller sortant, vice-président chargé des Finances, du patrimoine et de l’évaluation des politiques publiques.                                                          |
| 2021             | 2028             | 2021   | en cours | Laurence Lamy     |        | PS     | Conseillère sortante, vice-présidente chargée de la citoyenneté |

### Résultats détaillés

#### Élections de mars 2015
À l'issue du premier tour des élections départementales de 2015, deux binômes sont en ballottage : Christian Dézalos et Laurence Lamy (PS, 43,57 %) et Christophe Belin et Agnès Delmon (FN, 28,93 %). Le taux de participation est de 55,50 % (5 569 votants sur 10 035 inscrits) contre 57,81 % au niveau départemental et 50,17 % au niveau national.
Au second tour, Christian Dézalos et Laurence Lamy (PS) sont élus avec 64,02 % des suffrages exprimés et un taux de participation de 56,57 % (3 301 voix pour 5 675 votants et 10 032 inscrits).

#### Élections de juin 2021
Le premier tour des élections départementales de 2021 est marqué par un très faible taux de participation (33,26 % au niveau national). Dans le canton d'Agen-2, ce taux de participation est de 36,73 % (3 688 votants sur 10 041 inscrits) contre 39,29 % au niveau départemental. À l'issue de ce premier tour, deux binômes sont en ballottage : Christian Dézalos et Laurence Lamy (PS, 46,98 %) et Pascale Luguet et Pascal Rayssac (Union au centre et à droite, 25,46 %).
Le second tour des élections est marqué une nouvelle fois par une abstention massive équivalente au premier tour. Les taux de participation sont de 34,36 % au niveau national, 41,08 % dans le département et 37,5 % dans le canton d'Agen-2. Christian Dézalos et Laurence Lamy (PS) sont élus avec 60,18 % des suffrages exprimés (2 116 voix pour 3 766 votants et 10 043 inscrits),,. 

## Composition

### Composition avant 1973
Il était composé de cinq communes :
- Agen (fraction de commune[C 1]) ;
- Bajamont[20],[C 2] ;
- Boé[C 3] ;
- Bon-Encontre[C 4] ;
- Pont-du-Casse[C 5].

### Composition depuis 2015
| Nom                          | Code Insee | Intercommunalité        | Superficie (km2) | Population (dernière pop. légale)               | Densité (hab./km2) | Modifier                                    |
| ---------------------------- | ---------- | ----------------------- | ---------------- | ----------------------------------------------- | ------------------ | ------------------------------------------- |
| Agen (bureau centralisateur) | 47001      | CA Agglomération d'Agen | 11,49            | Fraction : 1 957 (2022) Commune : 32 193 (2022) | 2 802              | modifier les données · modifier les données |
| Boé                          | 47031      | CA Agglomération d'Agen | 16,50            | 5 784 (2022)                                    | 351                | modifier les données · modifier les données |
| Bon-Encontre                 | 47032      | CA Agglomération d'Agen | 20,56            | 6 386 (2022)                                    | 311                | modifier les données · modifier les données |
| Canton d'Agen-2              | 4702       |                         |                  | 14 127 (2022)                                   |                    | modifier les données                        |

Le canton d'Agen-2 comprend désormais :
1. deux communes entières,
2. la partie de la commune d'Agen située au sud et à l'est de l'axe des voies et limites suivantes : depuis la limite territoriale de la commune de Bon-Encontre, ligne de chemin de fer de Bordeaux à Sète, avenue Henri-Barbusse, place du 14-Juillet, avenue Jean-Jaurès, jusqu'à la limite territoriale de la commune de Boé.

## Démographie
En 2022, le canton comptait 14 127 habitants, en évolution de +2,28 % par rapport à 2016 (Lot-et-Garonne : −0,18 %, France hors Mayotte : +2,11 %).
| 2013   | 2018   | 2022   |
| ------ | ------ | ------ |
| 13 955 | 13 723 | 14 127 |